# Repubblica Socialista Sovietica Autonoma di Cabardinia
La Repubblica Socialista Sovietica Autonoma di Cabardinia (RSSA Cabardina), (in russo Кабардинская Автономная Советская Социалистическая республика?) era il nome dato alla RSSA di Cabardino-Balcaria dopo la deportazione dei balcari nel 1944. Nel 1957 fu ripristinato il vecchio nome.